# Неподчинение (филм)
„Неподчинение“ (на английски: Disobedience) е британско-ирландско-американски филм от 2017 година, романтична драма на режисьора Себастиан Лелио по негов сценарий в съавторство с Ребека Ленкиевич, базиран на едноименния роман на Наоми Алдерман от 2008 година.
В центъра на сюжета е младата фотографка Ронит (Рейчъл Вайс), която се връща у дома за погребението на баща си, авторитетен равин в ортодоксална еврейска общност в Лондон, след като е прекарала дълги години в Ню Йорк заради публичен скандал с връзката ѝ с нейната приятелка от детинство Ести (Рейчъл Макадамс). Двете подновяват връзката си, въпреки че Ести е женена за общия им приятел Довид (Алесандро Нивола). Тя решава да го напусне, макар че е бременна от него, а Довид преосмисля духовното призвание, за което се подготвя от дете.